# Folketingsmedlemmer valgt i 1939
Ved folketingsvalget den 3. april 1939 indvalgtes medlemmer fra følgende partier:
| Partibogstav | Partinavn                                    | Mandater |
| ------------ | -------------------------------------------- | -------- |
| A            | Bondepartiet                                 | 4        |
| B            | Danmarks Kommunistiske Parti                 | 3        |
| C            | Danmarks Nationalsocialistiske Arbejderparti | 3        |
| D            | Danmarks Retsforbund                         | 3        |
| F            | Det Konservative Folkeparti                  | 26       |
| G            | Det Radikale Venstre                         | 14       |
| I            | Slesvigsk Parti                              | 1        |
| K            | Socialdemokratiet                            | 64       |
| L            | Venstre                                      | 30       |

## De valgte medlemmer
| Navn                           | Parti                                        |
| ------------------------------ | -------------------------------------------- |
| Kristen Amby                   | Det Konservative Folkeparti                  |
| Alfred Andersen                | Socialdemokratiet                            |
| E. Alsing Andersen             | Socialdemokratiet                            |
| Frederik Andersen              | Socialdemokratiet                            |
| Nina Andersen                  | Socialdemokratiet                            |
| Theodor M. Andersen            | Danmarks Nationalsocialistiske Arbejderparti |
| N. P. Andreasen                | Det Radikale Venstre                         |
| Erik Appel                     | Venstre                                      |
| Alfred Bindslev                | Det Konservative Folkeparti                  |
| Chr. E. Boeck-Hansen           | Det Konservative Folkeparti                  |
| Julius Bomholt                 | Socialdemokratiet                            |
| Kristen M. Bording             | Socialdemokratiet                            |
| O. Bouet                       | Det Konservative Folkeparti                  |
| Vagn H. C. Bro                 | Venstre                                      |
| Søren Brorsen                  | Venstre                                      |
| Vilh. Buhl                     | Socialdemokratiet                            |
| Ludvig Christensen             | Socialdemokratiet                            |
| F. R. Christiani               | Venstre                                      |
| J. C. Chr. M. Christiansen     | Socialdemokratiet                            |
| Peder Halskov Clausager        | Det Radikale Venstre                         |
| Frits Clausen                  | Danmarks Nationalsocialistiske Arbejderparti |
| Bertel Dahlgaard               | Det Radikale Venstre                         |
| Fr. Dalgaard                   | Socialdemokratiet                            |
| Povl Drachmann                 | Det Konservative Folkeparti                  |
| Andreas Christian Duborg       | Venstre                                      |
| O. E. Ejner-Jensen             | Socialdemokratiet                            |
| Niels M. A. Elgaard            | Venstre                                      |
| Erik Eriksen                   | Venstre                                      |
| Holger E. Eriksen              | Socialdemokratiet                            |
| Povl Falk-Jensen               | Det Konservative Folkeparti                  |
| K. V. K. Fibiger               | Det Konservative Folkeparti                  |
| Aage Jakobsen Fogh             | Det Radikale Venstre                         |
| Einar Friis                    | Socialdemokratiet                            |
| J. Friis-Skotte                | Socialdemokratiet                            |
| Hartvig M. Frisch              | Socialdemokratiet                            |
| Jørgen Georg Gram              | Venstre                                      |
| P. Gregersen                   | Danmarks Retsforbund                         |
| Jens Laurids Grønning          | Det Konservative Folkeparti                  |
| Axel M. Hansen                 | Det Radikale Venstre                         |
| H. C. Hansen                   | Socialdemokratiet                            |
| H. P. Hansen (Slagelse)        | Socialdemokratiet                            |
| Hans Hedtoft Hansen            | Socialdemokratiet                            |
| Hans Peter Hansen (Stege)      | Socialdemokratiet                            |
| Johannes Th.C. Hansen          | Socialdemokratiet                            |
| Leonhard Hansen                | Socialdemokratiet                            |
| Poul Hansen                    | Socialdemokratiet                            |
| Rasmus Hansen                  | Socialdemokratiet                            |
| Axel Chr. Hartel               | Bondepartiet                                 |
| Henning Hasle                  | Det Konservative Folkeparti                  |
| Th. Hauberg                    | Socialdemokratiet                            |
| C.N. Hauge                     | Socialdemokratiet                            |
| Aage Henriksen                 | Danmarks Nationalsocialistiske Arbejderparti |
| Otto Himmelstrup               | Venstre                                      |
| Hans Jørgen Hinrichsen         | Socialdemokratiet                            |
| Svend Aage P. Horn             | Socialdemokratiet                            |
| Albinus Jensen                 | Socialdemokratiet                            |
| Arnth E. Jensen                | Venstre                                      |
| J. Chr. Jensen (Frederiksberg) | Socialdemokratiet                            |
| J. K. Jensen (Gørding)         | Det Radikale Venstre                         |
| J. P. Jensen                   | Socialdemokratiet                            |
| Jens Kr. Jensen (Lillering)    | Socialdemokratiet                            |
| Knud V. Jensen                 | Socialdemokratiet                            |
| Marius Jensen                  | Venstre                                      |
| Otto Jensen                    | Socialdemokratiet                            |
| Peter Alfr. Jensen             | Danmarks Kommunistiske Parti                 |
| Poul Fr. Jensen                | Socialdemokratiet                            |
| Jens Chr. Jensen-Broby         | Venstre                                      |
| Svend E. Johansen              | Danmarks Retsforbund                         |
| Karl Marius Julin              | Venstre                                      |
| Kristian Juul                  | Venstre                                      |
| Jens Hassing-Jørgensen         | Det Radikale Venstre                         |
| Jørgen Jørgensen               | Det Radikale Venstre                         |
| Rich. H. Jørgensen             | Socialdemokratiet                            |
| Otto Fr. R. Kier               | Det Konservative Folkeparti                  |
| E. M. Kjær                     | Venstre                                      |
| Johannes Kjærbøl               | Socialdemokratiet                            |
| Hans Conrad Koefoed            | Venstre                                      |
| Peder Korsgaard                | Det Konservative Folkeparti                  |
| Ole Bjørn Kraft                | Det Konservative Folkeparti                  |
| Oluf Christian Krag            | Venstre                                      |
| Knud Kristensen                | Venstre                                      |
| Aksel Larsen                   | Danmarks Kommunistiske Parti                 |
| Holger Larsen                  | Socialdemokratiet                            |
| Lars M. Larsen (Bjerre)        | Socialdemokratiet                            |
| M. Larsen                      | Socialdemokratiet                            |
| Søren Peter Larsen             | Venstre                                      |
| Victor Larsen                  | Det Konservative Folkeparti                  |
| Ernst O. Levinsen              | Socialdemokratiet                            |
| Niels Chr. Løje                | Venstre                                      |
| C. Bollerup Madsen             | Socialdemokratiet                            |
| A. C. Mortensen                | Socialdemokratiet                            |
| M. F. Mortensen                | Socialdemokratiet                            |
| Peter H. Mortensen             | Socialdemokratiet                            |
| P. Rochegune Munch             | Det Radikale Venstre                         |
| Gerda Mundt                    | Det Konservative Folkeparti                  |
| Aksel Møller                   | Det Konservative Folkeparti                  |
| G. L. J. Christmas Møller      | Det Konservative Folkeparti                  |
| Jens Møller                    | Slesvigsk Parti                              |
| Hans Nielsen                   | Socialdemokratiet                            |
| Jens Peter Nielsen             | Socialdemokratiet                            |
| Martin Nielsen                 | Danmarks Kommunistiske Parti                 |
| N. P. Nielsen                  | Socialdemokratiet                            |
| Svend Nielsen                  | Bondepartiet                                 |
| Viggo V. V. Nielsen            | Socialdemokratiet                            |
| Otto Kr. Marius Nygaard        | Det Radikale Venstre                         |
| Johannes E. Nørgaard           | Venstre                                      |
| Laust L. Nørskov               | Venstre                                      |
| Lars M. Olsen                  | Socialdemokratiet                            |
| Gustav Pedersen                | Socialdemokratiet                            |
| Laurits Pedersen               | Venstre                                      |
| Oluf Pedersen                  | Danmarks Retsforbund                         |
| A. Chr. Dines Petersen         | Det Konservative Folkeparti                  |
| Carl Petersen                  | Socialdemokratiet                            |
| J. Schultz Petersen            | Det Konservative Folkeparti                  |
| Peter Petersen                 | Det Konservative Folkeparti                  |
| Hans Pinstrup                  | Venstre                                      |
| Joh. M. Fr. Poulsen            | Sambandsflokkurin                            |
| William Prieme                 | Det Konservative Folkeparti                  |
| Carsten Raft                   | Det Konservative Folkeparti                  |
| Emun Rager                     | Det Radikale Venstre                         |
| Hans Rasmussen                 | Socialdemokratiet                            |
| Laurits Bie Rasmussen          | Socialdemokratiet                            |
| Morten Peder Rasmussen         | Det Radikale Venstre                         |
| Vilh. Rasmussen                | Socialdemokratiet                            |
| Emil Retoft                    | Socialdemokratiet                            |
| Inger Gautier Schmit           | Venstre                                      |
| Sigurd Schytz                  | Socialdemokratiet                            |
| Ejnar Simonsen                 | Venstre                                      |
| Oluf J. Skjerbæk               | Det Konservative Folkeparti                  |
| Axel Sneum                     | Socialdemokratiet                            |
| Th. Stauning                   | Socialdemokratiet                            |
| Oluf Steen                     | Det Radikale Venstre                         |
| Johan N. A. Strøm              | Socialdemokratiet                            |
| C. J. F. Sven                  | Det Konservative Folkeparti                  |
| Adolph Bernh. Svensson         | Det Konservative Folkeparti                  |
| Jens Sønderup                  | Venstre                                      |
| Jens Frederik Sørensen         | Socialdemokratiet                            |
| L. Marinus Sørensen            | Socialdemokratiet                            |
| M. K. Sørensen                 | Socialdemokratiet                            |
| Niels Edvard Sørensen          | Venstre                                      |
| Valdemar Sørensen              | Det Radikale Venstre                         |
| Jens Thomsen                   | Bondepartiet                                 |
| Valdemar Thomsen               | Bondepartiet                                 |
| J. Sørensen Vanggaard          | Venstre                                      |
| Anton Vesterager               | Det Konservative Folkeparti                  |
| Wm. Villumsen                  | Socialdemokratiet                            |
| C. Westermann                  | Det Konservative Folkeparti                  |
| Niels Chr. Yde                 | Socialdemokratiet                            |
| Olav Øllgaard                  | Venstre                                      |

## Parti- og personskift i perioden 1939-43

### Partiskift
| Navn                     | Gammelt parti                                | Nyt parti | Dato             |
| ------------------------ | -------------------------------------------- | --------- | ---------------- |
| Svend Erik Johansen      | Danmarks Retsforbund                         | Løsgænger | 16. juli 1940    |
| Theodor Marinus Andersen | Danmarks Nationalsocialistiske Arbejderparti | Løsgænger | 21. februar 1941 |

### Personskift
| Stedfortræder            | Parti                       | Afløst medlem             | Dato               | Årsag                          |
| ------------------------ | --------------------------- | ------------------------- | ------------------ | ------------------------------ |
| Peder Nørgaard           | Socialdemokratiet           | Knud V. Jensen            | 4. juni 1939       | Jensen afgik ved døden.        |
| Anton K. P. Simonsen     | Socialdemokratiet           | Hans Nielsen              | 20. juni 1939      | Nielsen afgik ved døden.       |
| Ingvard G. E. J. Dahl    | Socialdemokratiet           | Vilhelm Rasmussen         | 5. august 1939     | Rasmussen afgik ved døden.     |
| Christen Andersen        | Socialdemokratiet           | Laurits Bie Rasmussen     | 31. august 1939    | Rasmussen nedlagde sit mandat. |
| Axel Peder Ivan Pedersen | Socialdemokratiet           | Richard H. Jørgensen      | 14. september 1939 | Jørgensen afgik ved døden.     |
| Peder David Jensen       | Det Radikale Venstre        | Aage Jakobsen Fogh        | 5. oktober 1939    | Fogh nedlagde sit mandat.      |
| Kristen Damsgaard        | Venstre                     | Andreas Christian Duborg  | 8. juni 1940       | Duborg afgik ved døden.        |
| Holger J. Larsen         | Socialdemokratiet           | C.N. Hauge                | 25. december 1940  | Hauge afgik ved døden.         |
| Chr. Rasmus Christensen  | Det Konservative Folkeparti | G. L. J. Christmas Møller | 10. januar 1941    | Møller nedlagde sit mandat.    |
| Jens L. O. S. Smørum     | Socialdemokratiet           | Otto Jensen               | 25. januar 1941    | Jensen afgik ved døden.        |
| Poul Sørensen            | Det Konservative Folkeparti | Povl Drachmann            | 25. september 1941 | Drachmann afgik ved døden.     |
| Karl Chr. M. Noring      | Socialdemokratiet           | Ernst O. Levinsen         | 23. januar 1942    | Levinsen afgik ved døden.      |
| Alfred Andreassen        | Socialdemokratiet           | Viggo V. V. Nielsen       | 31. januar 1942    | Nielsen nedlagde sit mandat.   |
| Inger M. E. Hempel       | Socialdemokratiet           | Thorvald Stauning         | 3. maj 1942        | Stauning afgik ved døden.      |
| Harald Nielsen           | Venstre                     | Oluf Christian Krag       | 10. september 1942 | Krag afgik ved døden.          |